# R-Shitei
R-Shitei (R指定) é uma banda japonesa de visual kei formada pelos membros Mamo, Z, Kaede, Nanahoshi e Hirotaka. Originada em Fukuoka em 2007, eles pausaram as atividades em 2019, após 5 álbuns de estúdio, e voltaram em 2025.
R-Shitei ficou reconhecida como uma das vanguardistas do subgênero menhera kei, com o conceito de "Eu sou Menhera".

## Carreira

### 2007: R-15
Inicialmente formada como R-18 em Hakata, Fukuoka em 2007, era composta por ex membros da banda Catheline. Alteraram seu nome para R-15 logo depois e lançaram quatro singles e um EP naquele ano.

### 2008–2012: FaseNihon
Em abril de 2008 o baterista Kaoru foi substituído por Hirotaka e eles oficializaram a banda como R-Shitei. Em 23 de julho do mesmo ano lançaram o EP Occult Jigoku acompanhado de uma turnê com dez datas. Em 2009, após esgotarem um show em sua cidade natal, mudaram-se para Tóquio. Além disso, com o lançamento do single "Kokuritsu Shounen" em setembro, eles entraram para a gravadora indie Speed Disk.
Em 2010 lançaram seu álbum de estreia Ningen Shikkaku. Em 2011 a banda fez um cover de "Yurameki" para o álbum Crush! -90's V-Rock best hit cover songs-, onde artistas do movimento visual kei homenageiam os que foram importantes para o movimento no início.

### 2012–2017: FaseMenhera
No início de 2012 lançaram o álbum Nihon Chinbotsu. Em abril foi lançado o single "Someiyoshino", usado na trilha sonora do programa de televisão V no Ryugi (Ｖの流儀). Em setembro do ano seguinte lançaram o álbum Visual is Dead. Tocaram "Rocket Dive" no álbum hide Tribute III -Visual Spirits-, lançado em 2013.
Em 2014 foi lançado o single "Yanderu Kanojo", classificado como o 15° single independente mais vendido no Japão em 2014. Além disso, foi ranqueada como canção mais popular do R-Shitei em uma votação do site V-ism. No começo de 2015 lançaram o single "Sadomazo", que recebeu a mesma classificação anual de "Yanderu Kanojo". Também tocaram no NHK Hall em 1 de fevereiro. Em agosto de 2015, R-Shitei, Kiryu, BugLug e Vistlip fizeram uma turnê em conjunto nomeada 4Biyoushi. Em outubro lançaram seu quarto album de estúdio, Shoujo Soushitsu em três edições, considerado um álbum diverso pelo portal JRock News. Uma canção do álbum, "Koroshitai Kurai Aishiteru", havia sido incluída na compra do volume 26 da revista Shoxx.
Em 3 de agosto de 2016, lançaram seu primeiro single com título em inglês, "Forest". Três shows foram realizados em Tóquio em outubro com o nome "Adeus R-Shitei, data da morte: 8", levando especulações da separação da banda, o que não aconteceu. Os shows tiveram uma temática de funeral. Neste ano, eles realizaram uma turnê em 88 locais do país, que terminou na casa de shows Toyosu Pit. Todavia, o objetivo era que terminasse no Nippon Budokan, mas R-Shitei foi proibido de se apresentar no local devido aos temas explícitos de suas canções.

### 2017–2019: Fase Religião
Em 2017 lançaram o EP Nihon Abnormal Kyōkai, com um videoclipe gravado para cada canção.
Em 25 de julho de 2018 lançaram o álbum Shinkai Bunsho, que se tornou o último do grupo. No mês anterior, o vocalista Mamo fundou uma marca de roupas própria, chamada Himeyuri Secret. Em agosto, ele apareceu como capa da revista Rock and Read. Neste ano R-Shitei embarcou em uma turnê especial para cada um de seus cinco álbuns.
Em 11 de agosto de 2019 fizeram uma apresentação ao ar vivo em Osaka, num dia onde a temperatura era de 37 graus celsius. Neste ano, eles lançaram os singles "Flashback" e "Climax". Repentinamente, a banda anunciou em 22 de dezembro que apenas sete dias depois eles entrariam em hiato, após finalizar uma turnê por todas as prefeituras do Japão. Eles lançaram um single de despedida, intitulado "Isho". Como razão para a separação, Mamo contou, "Venho trabalhando nisso há 10 anos sem parar e agora estou no auge. Fazer algo melhor do que isso... não consegui pensar em mais nada."
Após o fim do R-Shitei, alguns membros formaram em projetos solo. Kaede formou o KiD e Mamo criou o Ainiku no Ame e a banda Yuugure Girl Suicide.

### 2025: Retorno
No final de 2024, R-Shitei anunciou em suas mídias sociais que estariam lançando gradualmente seus trabalhos em serviços de streaming a partir de 1 de janeiro e que retornariam com um show especial em 18 de abril de 2025, em Tóquio.

## Temas e popularidade
R-Shitei abordava em suas canções, de forma clara, temas de transtornos mentais como automutilação, suicídio, codependência, morte e yandere. Eles definiam seu próprio conceito como "Eu sou Menhera", uma gíria japonesa que se refere à alguém com transtorno(s) de saúde mental. Por conta disso, ficou reconhecida por ser pioneira do subgênero menhera kei. Seu estilo musical foi descrito principalmente como rock. Além disso, também possuíam temas nacionalistas e religiosos. Mamo dividiu a banda em 3 períodos, o primeiro sendo o período Nihon (Japão), o segundo como Menhera e o terceiro como o período religioso.
A banda chegou a recusar convites de se assinar com uma grande gravadora e deixar de ser independente. Seu público consiste principalmente em garotas estudantes.
R-Shitei, Kiryu, BugLug e Vistlip foram descritos como os "quatro reis celestiais" da nova geração do visual kei. Esse título foi inventado quando foi dado à Malice Mizer, Shazna, Fanatic Crisis e La'cryma Christi na geração anterior.

## Membros
- Mamo (マモ) – vocais
- Z – guitarra
- Kaede (楓) – guitarra
- Nanahoshi (七星) – baixo
- Hirotaka (宏崇) – bateria

Ex membros
- Kaoru – bateria (2007–2008)

## Discografia
Álbuns de estúdio
| Título                                    | Lançamento             | Posição na Oricon | Posição na Oricon |
| Título                                    | Lançamento             | Principal         | Indies            |
| ----------------------------------------- | ---------------------- | ----------------- | ----------------- |
| Ningen Shikkaku (人間失格)                | 24 de março de 2010    | 157               |                   |
| Nihon Chinbotsu (日本沈没)                | 1 de fevereiro de 2012 | 22                | 1                 |
| Visual is Dead                            | 25 de setembro de 2013 | 23                | 1                 |
| Shōjo Sōshitsu (少女喪失-syojosoushitsu-) | 28 de outubro de 2015  | 27                |                   |
| Shikai Bunsho (死海文書)                  | 25 de julho de 2018    | 18                |                   |

EPs
| Título                                       | Lançamento          | Posição na Oricon | Posição na Oricon |
| Título                                       | Lançamento          | Principal         | Indies            |
| -------------------------------------------- | ------------------- | ----------------- | ----------------- |
| Occult Jigoku (オカルト地獄)                 | 23 de julho de 2008 | —                 | —                 |
| Uraon Genban. (裏音源盤。)                   | 25 de julho de 2009 | —                 | 1                 |
| Nihon Abnormal Kyōkai (日本アブノーマル協会) | 21 de março de 2017 | 20                |                   |

Singles
| Título                                                      | Lançamento              | Posição na Oricon | Posição na Oricon |
| Título                                                      | Lançamento              | Principal         | Indies            |
| ----------------------------------------------------------- | ----------------------- | ----------------- | ----------------- |
| "Kokuritsu Shounen" (國立少年)                              | 23 de setembro de 2009  | —                 |                   |
| "Haikei, Barairo na Hibi yo" (拝啓、薔薇色な日々よ)         | 20 de janeiro de 2010   | 135               | 4                 |
| "Alice Shinjuu" (アリス心中)                                | 23 de junho de 2010     | 97                |                   |
| "Giratsuku Taiyō" (ギラつく太陽)                            | 25 de agosto de 2010    | 98                |                   |
| "Haranbanjō, tsubaki-uta" (波瀾万丈、椿唄)                  | 8 de dezembro de 2010   | 62                |                   |
| "Someiyoshino" (ソメイヨシノ)                               | 6 de abril de 2011      | 43                |                   |
| "Dokumoru" (毒盛る)                                         | 20 de julho de 2011     | 38                |                   |
| "I Am Menhera" (アイアムメンヘラ)                           | 6 de junho de 2012      | 19                | 1                 |
| "Aikoku Revolution" (愛國革命)                              | 21 de novembro de 2012  | 32                | 3                 |
| "Closet Girl" (クローゼットガール)                          | 26 de dezembro de 2012  | 21                | 1                 |
| "Slow Days" (スロウデイズ)                                  | 9 de janeiro de 2013    | 29                | 1                 |
| "Seishun wa Wrist Cut" (青春はリストカット)                 | 24 de abril de 2013     | 29                | 1                 |
| "Sekai no Owari" (セカイノオワリ)                           | 17 de julho de 2013     | 29                | 10                |
| "Mousou Nikki" (妄想日記, cover de Sid)                     | 11 de dezembro de 2013  | 29                | 4                 |
| "Yanderu Kanojo" (病ンデル彼女)                             | 14 de maio de 2014      | 13                | 4                 |
| "Hōtai Otoko/Yahata no Yabushirazu" (包帯男/八幡の薮知らず) | 8 de outubro de 2014    | 6                 |                   |
| "Sadomazo" (サドマゾ)                                       | 11 de fevereiro de 2015 | 8                 | 1                 |
| "Suicide Memories" (スーサイドメモリーズ)                   | 10 de junho de 2015     | 13                |                   |
| "Hachijuuhachi Kasho Junrei" (八十八箇所巡礼)               | 9 de março de 2016      | 13                |                   |
| "Forest"                                                    | 3 de agosto de 2016     | 34                |                   |
| "-Shambara-"                                                | 21 de dezembro de 2016  | 21                |                   |
| "Miwaku no Summer Killer" (魅惑のサマーキラーズ)            | 12 de julho de 2018     | 22                |                   |
| "Doku Mawaru" (毒廻る)                                      | 13 de dezembro de 2017  | 24                |                   |
| "Kisei Mushi/-Zange-" (規制虫/-ZANGE-)                      | 14 de março de 2018     | 27                |                   |
| "Erogro"                                                    | 26 de dezembro de 2018  | 26                |                   |
| "Flashback" (フラッシュバック)                              | 1 de maio de 2019       | 27                |                   |
| "Climax"                                                    | 18 de setembro de 2019  | —                 |                   |
| "Isho" (遺書)                                               | 25 de dezembro de 2019  | 47                | 7                 |

DVDs
- Eizo Ban. (映像盤。- 19 de outubro de 2011), Oricon: 31
- Eizo Ban. Vol 2 (映像盤。参 - 26 de março de 2014), Oricon: 56
- Eizo Ban. Vol 3 (映像盤。弐 - 26 de março de 2014), Oricon: 90
- Eizo Ban. Vol 4 (映像盤。伍 - 26 de junho de 2019)
- Eizo Ban. Vol 5 (映像盤。肆 - 26 de junho de 2019)

### Como R-15
EP
- Beautyful Sad Song (12 de dezembro de 2007)

Singles
- "Kirisaki JACK no Yuuutsu" (切り裂きジャックの憂鬱; 25 de julho de 2007)
- "The dead world" (29 de agosto de 2007)
- "Moumoku Shoujo" (盲目少女; 12 de dezembro de 2007)
- "Kuroneko" (黒猫; 31 de dezembro de 2007)[3][1]